# 布拉格的亚德伯
圣道博（沃伊捷赫；约956年—997年4月23日），是布拉格主教和传教士，后来在向波罗的普鲁士人传教时殉道。他后来成了波希米亚、波兰、匈牙利和普鲁士的主保圣人。

## 出生和青年时期
沃伊捷赫（Vojtěch、Vjačeslav）出身于波希米亚齐德利纳河畔利比采的一个捷克贵族家庭，父亲是亲王斯拉夫尼克，母亲是丝特热齐丝拉娃。钱伯斯人物辞典将他的出生日期误记为939年。他父亲是兹利钱领地上一位富有而独立的统治者，他的领地的竞争对手就是布拉格（参见斯拉夫尼克家族）。道博有5个亲兄弟索别斯拉夫（斯拉夫尼克的继承人）、斯皮蒂米尔、波布拉斯拉夫、波热伊、恰斯拉夫和1个同父异母兄弟拉迪姆（道博之父与另一个女人私通所生）。拉迪姆和沃伊捷赫一样担任神职人员，并改名高登蒂乌斯。道博是一位受过良好教育的人，在马格德堡的马格德堡的圣道博门下受教10年（970年—980年）。在他的导师去世后，他改名道博。道博才思敏捷又勤奋刻苦，不久便扬名全欧。

## 宗教事业

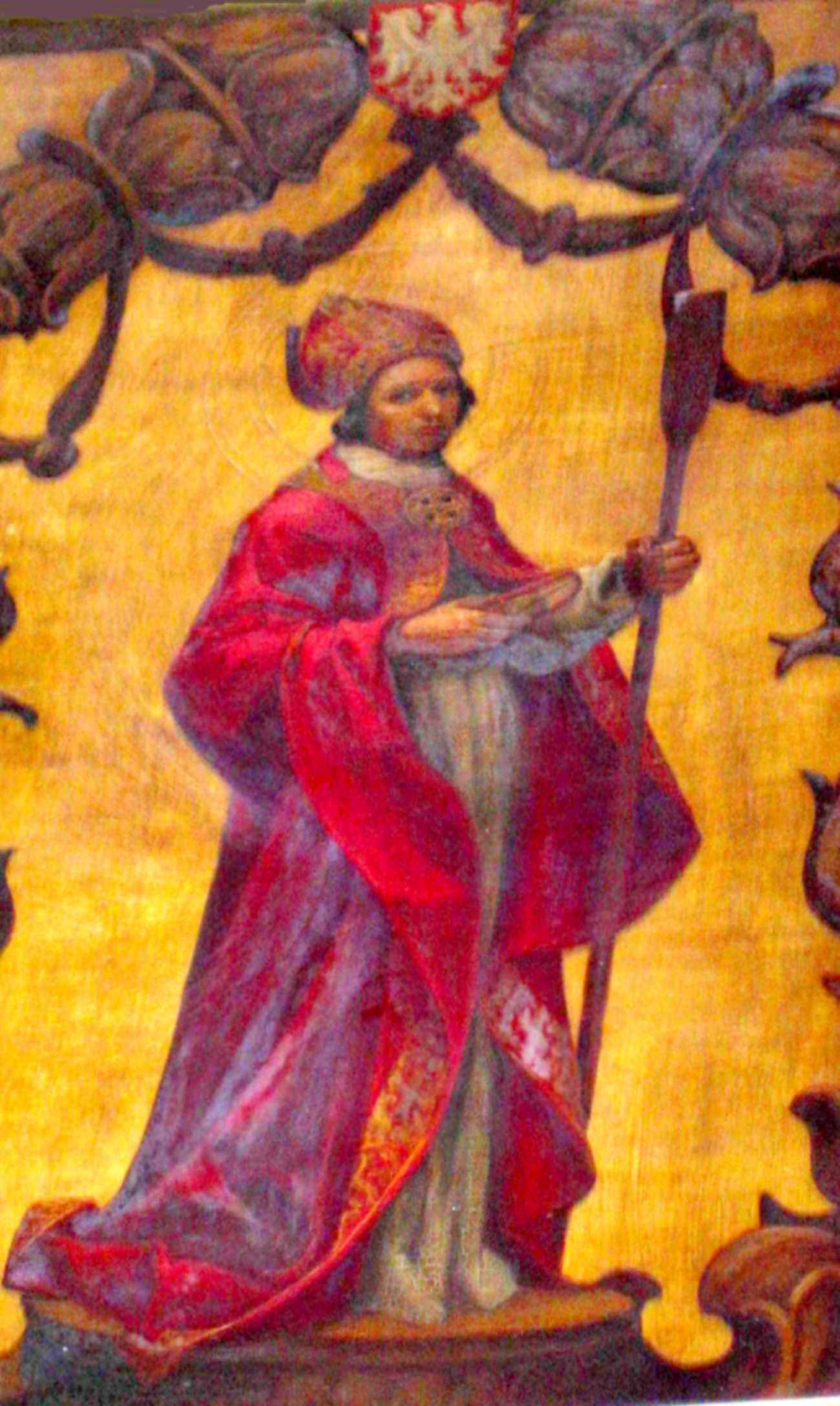
圣道博

980年道博完成在马格德堡学院的学业并回到布拉格，在那里他晉鐸成為神父。981年他的父亲斯拉夫尼克和他的两位导师都去世了。982年，未满30岁的道博成为布拉格主教。尽管道博出身豪门，有足够财力过得舒适奢侈，但他自愿过清贫的生活。他因他的慈爱、严厉和对教会事业的热忱而著称。虽然他所管理的波希米亚已处于天主教世界版图之中，他的责任还是很重，因为异教的思想仍根深蒂固地留存在当地人民的心中。道博抱怨这里的一夫多妻制和偶像崇拜，这些在当时的捷克人中不算稀奇。他也对已受洗的基督徒参与到奴隶贸易中而感到愤懑。他为消除异教不良风俗习惯而积极工作，
道博将主教府的收益分为四部分，第一部分供维持圣堂经费，第二部分供主教府神父各项日常费用，第三部分救济贫民，第四部分供主教府行政费用。道博对劝化异教徒全力以赴，四处讲道，并亲自往医院、监狱为病人、囚犯讲解要理。但他的传教成绩颇为平庸。失望之余，于989年，他辞去主教职务并离开布拉格。他来到罗马并成为圣亚力克西斯本笃会修道院的隐士。
不久，布拉格居民联名请求他返职。在4年后的993年，教宗若望十五世派他回到波希米亚。道博再次成为主教。这时他在布拉格附近成立了布雷诺夫修道院，这是捷克土地上的第一个修道院。但是当地贵族继续反对他这个主教。而且，根据科斯马斯编年史的说法，主教这样一个高阶神职也成为了道博的负担，994年他将他的主教职位让给博莱斯拉夫公爵的兄弟，斯特拉赫克瓦斯。但是斯特拉赫克瓦斯拒绝了。
995年斯拉夫尼克家族过去与普热梅斯利德家族（与弗尔绍夫齐结盟）的对抗使波希米亚公爵博莱斯劳斯二世对利比采发起袭击。在这次冲突中道博的4个（或5个）兄弟被杀。兹利钱领地由此变成普热梅斯利德家族的土地。
道博在教堂诅咒凶手（弗尔绍夫齐），有传言称道博诅咒弗尔绍夫齐会被严惩。在这次悲剧后，他不能再留在波希米亚，并离开布拉格，尽管教宗要求他回去当主教。斯特拉赫克瓦斯最终接受任命为道博的继任者。但是，斯特拉赫克瓦斯在准备就任布拉格主教时，便在就任仪式上猝死。他的死况至今仍不明。
至于道博，他来到了匈牙利，并在艾斯特根为盖萨大公和其子伊什特万一世施洗。随后他来到波兰，在那里他得到波列斯瓦夫一世的礼遇。在短暂逗留后道博带着公教使命来到普鲁士。

## 在普鲁士的使命与殉道

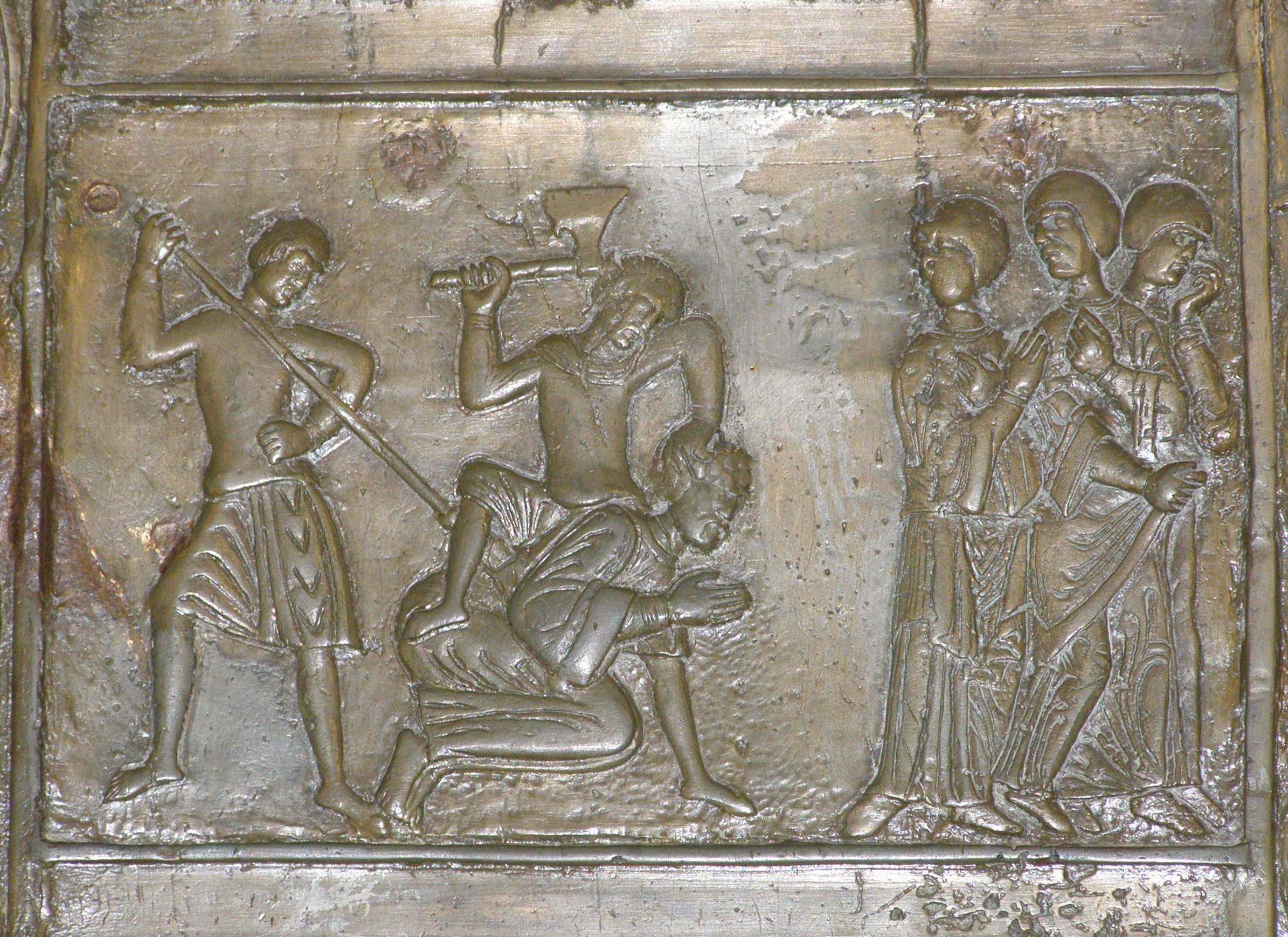
格涅兹诺门的一部分，描绘普鲁士人杀害传教士主教圣道博的中世纪雕刻

布拉格的道博早在977年便有了到普鲁士当传教士的想法。在使匈牙利皈依基督后，他被教宗派往普鲁士，使当地的原住民信奉上主。波兰公爵（后成为国王）波列斯瓦夫一世派一些士兵护卫道博。主教和他的随从——包括他的同父异母兄弟拉迪姆（高登蒂乌斯）——进入普鲁士，并沿波罗的海岸来到格但斯克。
當時教士传教的标准做法是试着砍倒神圣橡树，这种做法已经在其他的很多地方施行过了，其中包括萨克森。因为这些树木被异教徒所崇拜，他们相信神明凭倚于树中，并敬畏神明的力量，而这种做法可以向非基督徒表明树中没有超能力可阻止基督徒。（参见破坏偶像主义）
道博一行人并没有理会要求他们远离神圣橡树林的警告，故而道博因亵渎神灵，在997年4月于特鲁索（现埃尔布隆格）以东的波罗的海岸殉道。据称波兰公爵波列斯瓦夫一世用等质量的黄金换回他的遗体。也有传闻说他的尸体被投在河里，冲往波兰岸上，并于1039年，被迎回布拉格。

## 封圣与影响

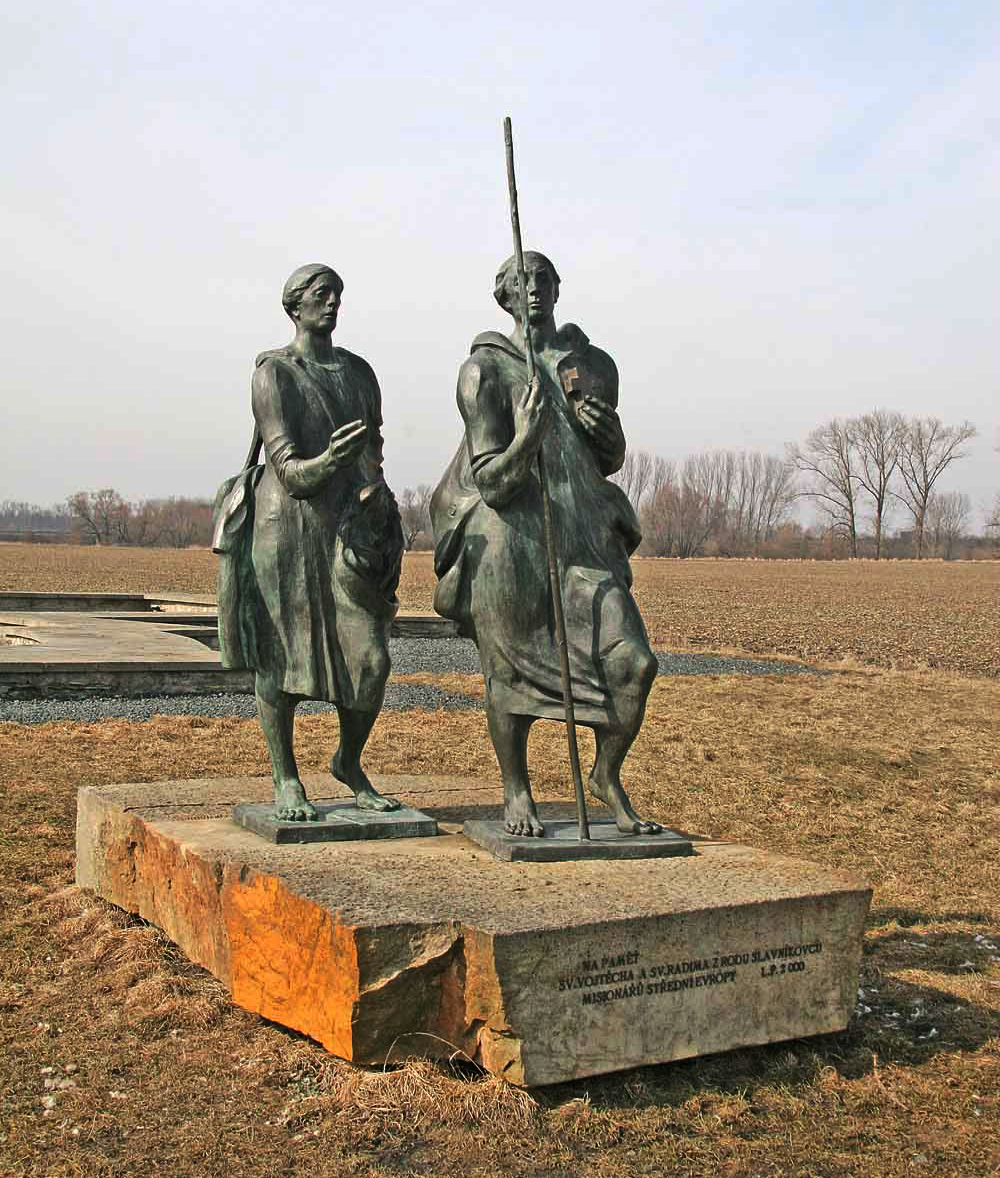
圣道博（沃伊捷赫）和他的兄弟高登蒂乌斯（拉迪姆）的纪念碑，位于利比采（捷克共和国）

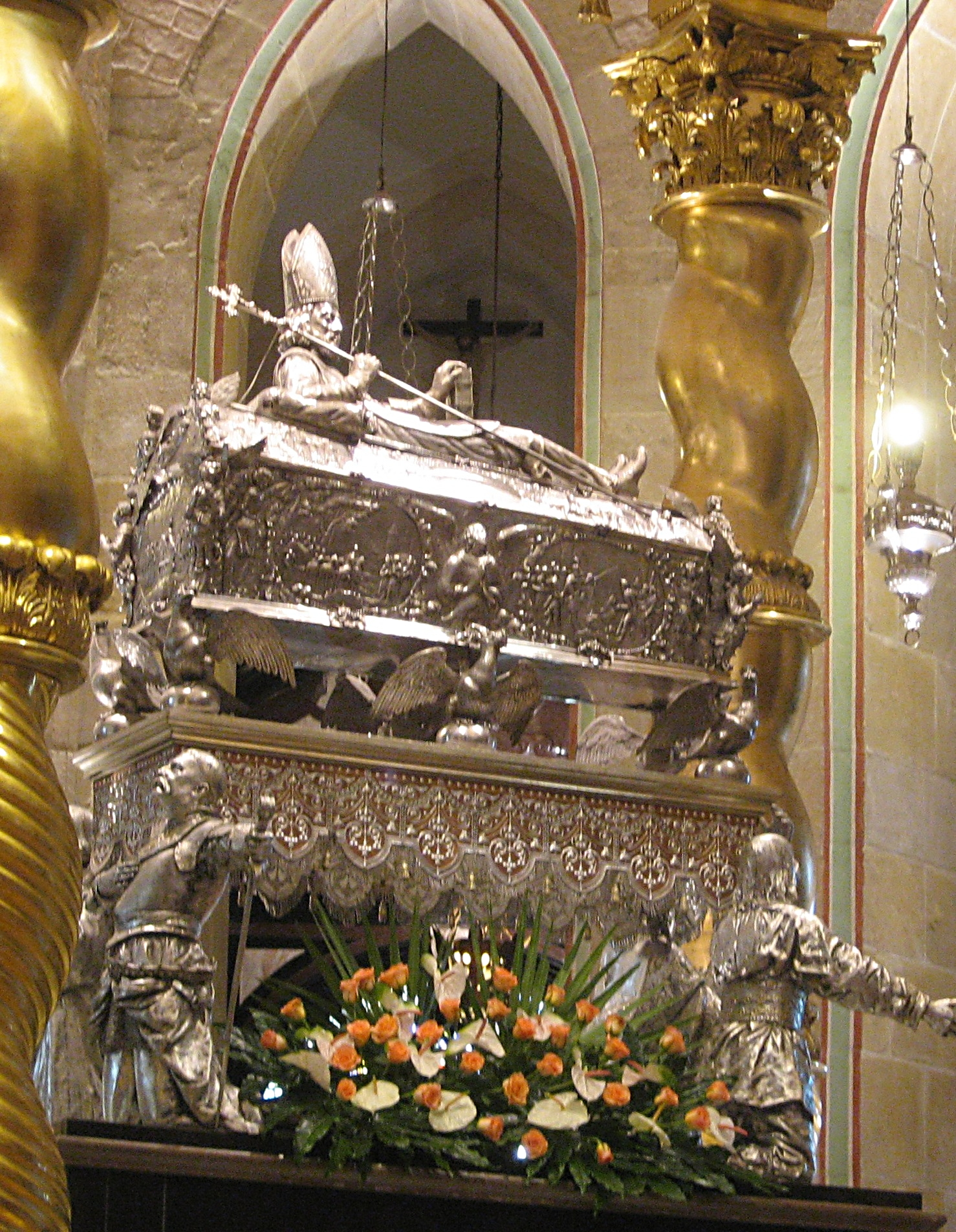
圣道博的银质棺材（格涅兹诺主教座堂）

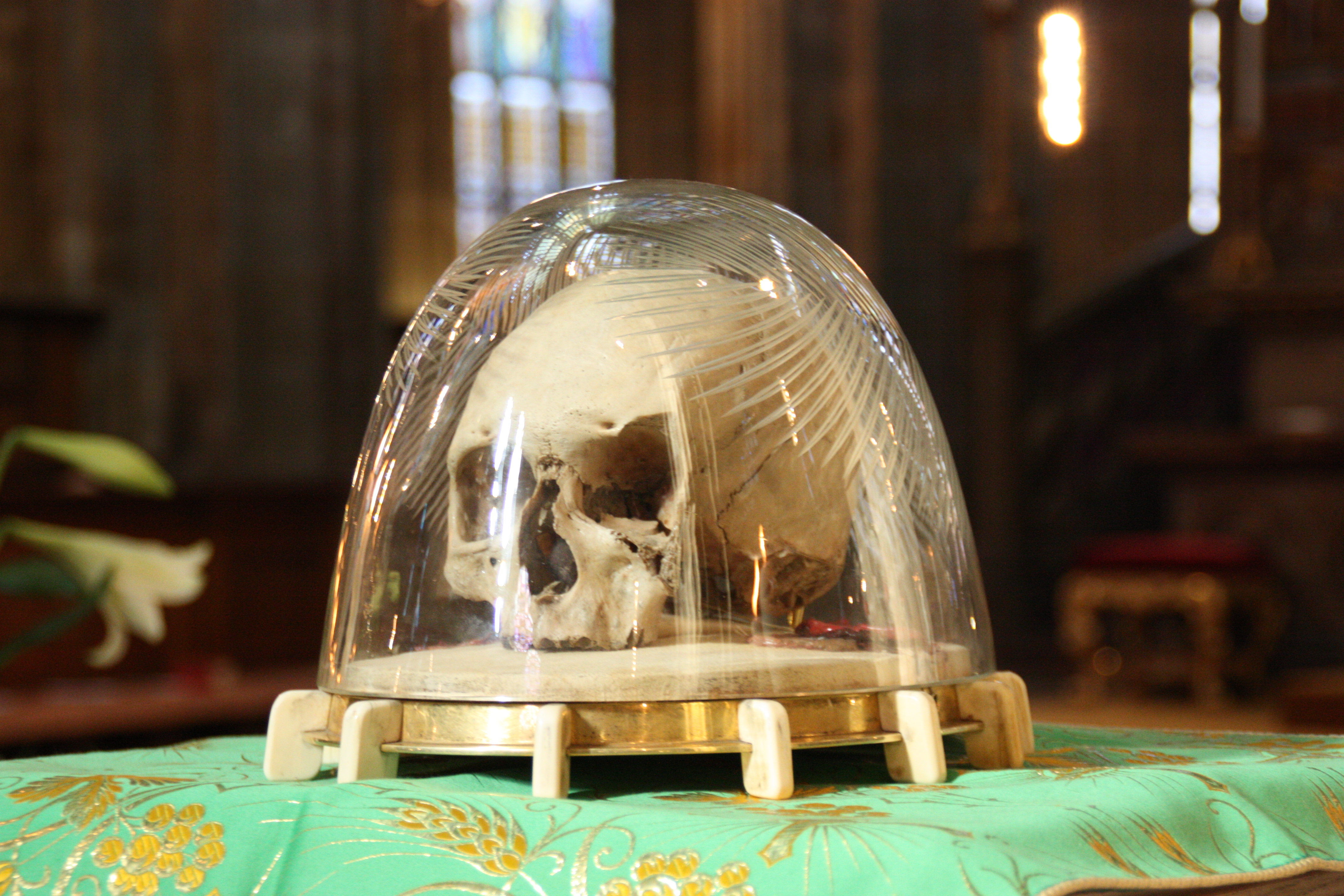

几年后道博被封圣为布拉格的圣道博。他的生平被若干作家写入《圣道博传》（Vita Sancti Adalberti Pragensis），其作者最早可追溯至帝国城市亚琛和吕蒂赫主教诺特格尔·冯·吕蒂赫，尽管 多年以来一直有人称罗马修士若望·卡纳帕留思在999年编写第一篇传。另一位著名的道博传记作者是奎尔富特的圣布鲁诺，他在1001年至1004年间写下他的圣徒传。
很明显，波希米亚统治者（即普热梅斯利德家族）拒绝从杀害道博的普鲁士人手中赎回他的遗体，而做到此事的是波兰人。此事也许会被解释为道博属于斯拉夫尼克家族，这突出了两个家族的冲突的力量。因此圣道博的遗骸被保存在格涅兹诺，并帮助波兰公爵（国王）波列斯瓦夫一世提高波兰在欧洲的地位。
根据波希米亚的说法，1039年波希米亚公爵布热蒂斯拉夫一世在一次突袭中从格涅兹诺掠得圣道博的遗骸，并将其移至布拉格。根据波兰的说法，他拿到的遗骸不是圣道博的，而是圣高登蒂乌斯的，圣道博的遗骸被波兰人藏了起来，并留在格涅兹诺。1127年，砍下的头颅（根据《波兰通志》，Roczniki Polskie的说法，最开始赎买得到的圣道博的遗体不包括其头颅），并被送到格涅兹诺。1928年，圣道博的一只胳膊也归于格涅兹诺保存的圣道博的遗骸中，这只胳膊在1000年时被波列斯瓦夫一世送给神罗皇帝奥托三世。现在有两个精心建成的圣坛宣称拥有圣道博的遗骸，这两个圣坛分别位于布拉格和格涅兹诺的主教座堂，而哪一个是圣道博本尊并不清楚。举例来说，圣道博有两个头颅，一个在布拉格，另一个在格涅兹诺（1923年被窃）。
约1175年建成的巨大铜门，格涅兹诺主教座堂格涅兹诺门上刻有18个描绘圣人一生的浮雕，只有欧洲罗马式教堂的门上有描绘一个圣人一生的整部作品。
道博是中欧传教的开国元勋之一，他曾派传教士想匈牙利人传教，所以他可以算是圣王斯德望的前驱。波兰人也很尊敬这位圣人，相传波兰若干修院，均为道博所创立。
1997年4月是道博殉教一千年纪念月。捷克共和国、波兰、德国、俄罗斯和其他国家都纪念此事。天主教、希腊东正教和福音派的代表都进行朝圣，来到格涅兹诺，来到圣人的墓前。先宗若望·保禄二世参观格涅兹诺，并进行宗教仪式活动，7个欧洲国家的首脑和约100万名信徒参与这项活动。
在加里宁格勒州别列戈沃伊村附近（前滕基滕），据称道博殉道的位置上，1个10米高的十字架被立起。

### 引用
1. ↑  Chambers Biographical Dictionary, ISBN 0-550-16010-8, 第7页
2. ↑  “Saint Adalbert of Prague”. Saints.SQPN.com. 1 May 2012. Web. {2012-9--20}. <http://saints.sqpn.com/saint-adalbert-of-prague （页面存档备份，存于）
3. ↑  Monks of Ramsgate. “Adalbert”. Book of Saints, 1921. Saints.SQPN.com. 30 April 2012. Web. {2012-9-20}. <http://saints.sqpn.com/book-of-saints-adalbert （页面存档备份，存于）